# Destacamento Katayama
El Destacamento Katayama (en japonés: 片山支隊) fue una fuerza especial de la 2.ª División del Ejército Imperial Japonés durante los conflictos fronterizos soviético-japoneses de 1939. Estaba comandado por el Mayor general Shotaro Katayama (片山省太郎). El destacamento libró pequeñas acciones cerca de las colinas de Akiyama, o Colinas 997, del 6 al 10 de septiembre de 1939. La 2.ª División, junto con la 4.ª División, se incorporó al 6.º Ejército durante la batalla de Khalkhin Gol como refuerzos para un contraataque proyectado que fue cancelado cuando se firmó un alto el fuego.

## Unidades adscritas
- 15.ª Brigada de Infantería
  - 16.º Regimiento de Infantería
  - 30.º regimiento de Infantería
- 1.º Batallón de Artillería de Campaña